# Cristiano Ronaldo
Cristiano Ronaldo (wym. [kɾɨʃtiˈɐnu ʁuˈnaɫdu]), właśc. Cristiano Ronaldo dos Santos Aveiro (ur. 5 lutego 1985 w Funchal) – portugalski piłkarz, występujący na pozycji napastnika lub skrzydłowego w saudyjskim klubie Al-Nassr oraz w reprezentacji Portugalii, której jest kapitanem. Złoty medalista Mistrzostw Europy 2016, srebrny medalista Mistrzostw Europy 2004. Uczestnik Mistrzostw świata: 2006, 2010, 2014, 2018, 2022 i Mistrzostw Europy: 2004, 2008, 2012, 2016, 2020 i 2024
Klubową karierę rozpoczął w wieku ośmiu lat, grając w małym klubie CF Andorinha. W wieku 10 lat trafił do jednego z największych klubów Madery, Nacionalu, a w 1997 – do akademii Sportingu. W 2003 podpisał kontrakt z Manchesterem United. Już w pierwszym sezonie zdobył z klubem Puchar Anglii, natomiast w kolejnych latach pomógł United w zdobyciu trzech z rzędu tytułów mistrzowskich, dwóch Pucharów Ligi, Tarczy Wspólnoty, wygraniu Ligi Mistrzów, a także klubowego mistrzostwa świata.
W 2003 zadebiutował w seniorskiej reprezentacji Portugalii. Od tamtego czasu wystąpił w narodowych barwach 206 razy, strzelając 130 bramek, co czyni go rekordzistą wszech czasów pod względem występów i strzelonych goli dla reprezentacji. W 2004 sięgnął z drużyną po srebrny medal mistrzostw Europy. W 2008 został kapitanem reprezentacji Portugalii, którą w nowej roli poprowadził do ćwierćfinału Euro 2008. Cztery lata później zdobył z drużyną brązowy medal Euro 2012, który to UEFA przyznała przegranym w półfinałach, po raz pierwszy w historii. W 2016 zdobył z Portugalią, mistrzostwo Europy, natomiast rok później, brązowy medal Pucharu Konfederacji.
W 2009 trafił do Realu Madryt, stając się najdroższym piłkarzem w historii – transfer kosztował 94 mln euro. Podczas oficjalnej prezentacji, zorganizowanej na Estadio Santiago Bernabeu, witało go ponad 80 tys. kibiców. Z hiszpańskim klubem zdobył 15 trofeów: dwa mistrzostwa Hiszpanii, dwa Puchary Króla, dwa Superpuchary Hiszpanii, cztery puchary Ligi Mistrzów, dwa Superpuchary UEFA, a także trzy klubowe mistrzostwa świata. Z dorobkiem 450 goli jest najlepszym strzelcem w historii Realu Madryt. Należy do niego także rekord hat tricków w jednym ligowym sezonie w Hiszpanii – osiem z sezonu 2014/15. Jest jedynym piłkarzem, który zdobywał minimum 30 goli w sześciu sezonach La Liga z rzędu. Z dorobkiem 141 goli pozostaje najlepszym strzelcem w historii rozgrywek Ligi Mistrzów UEFA. Latem 2018 stał się piłkarzem Juventusu, transfer kosztował 117 mln euro. W 2021 po dwunastu latach powrócił do Manchesteru United. Po rozwiązaniu kontraktu z klubem w listopadzie 2022 był wolnym agentem na czas Mundialu w Katarze. W grudniu 2022 został piłkarzem saudyjskiego Al-Nassr.
Laureat pięciu Złotych Piłek, czterech Europejskich Złotych Butów oraz pięciokrotny zdobywca tytułu Piłkarza Roku FIFA. W 2014 uhonorowany Orderem Infanta Henryka za „wybitne zasługi dla Portugalii”. W 2016 i 2017 był najlepiej zarabiającym i najpopularniejszym sportowcem świata według magazynu „Forbes”. Zdobywca 920 goli w 1271 meczach.

## Dzieciństwo i młodość
Urodził się w Santo António, dzielnicy na przedmieściach Funchal na Maderze. Jego matka – Maria Dolores dos Santos – była kucharką i dorabiała jako sprzątaczka we Francji, a ojciec – José Dinis Aveiro (1954–2005) – był ogrodnikiem i zmagał się z uzależnieniem alkoholowym. Cristiano wychowywał się w ubogiej rodzinie wraz z trojgiem starszego rodzeństwa: bratem Hugo oraz siostrami: Elmą i Lilianą Kátią. Rodzina mieszkała w domu komunalnym przy Rua da Quinta do Falcão 27A w Santo António. Pierwsze imię dla chłopca zasugerowała rodzicom jego ciotka, która pracowała w katolickim sierocińcu, a drugie nadano mu na cześć ulubionego aktora jego ojca, amerykańskiego prezydenta Ronalda Reagana.
Mając trzy lata, zaczął grać w piłkę nożną z kolegami z sąsiedztwa. Uczył się w szkole podstawowej im. João Gonçalves Zarco. Ma tylko wykształcenie podstawowe. Pierwsze treningi piłkarskie rozpoczął w 1993, mając osiem lat, w klubie Andorinha, w którym dorywczo pracował jego ojciec jako osoba odpowiedzialna za sprzęt dla zawodników. Jego pierwszym trenerem był Francisco Afonso. Już w tamtym czasie wyróżniał się szybkością na boisku i umiejętnymi zwodami, dlatego nosił pseudonim „Pszczółka”, jednocześnie z uwagi na fakt, że reagował płaczem na przegraną, czasem przezywano go „Płaczkiem”. Gdy miał 10 lat, trafił do Nacionalu Madera, w którym jego ojciec chrzestny – Fernão Barroso Sousa – był odpowiedzialny za kompletowanie drużyn młodzieżowych. W sezonie 1995/1996 drużyna, pod kierownictwem António Mendonçy, zdobyła mistrzostwo regionu w kategorii 10–12 lat
Rzekomo w wieku 14 lat rzucił krzesłem w nauczyciela po tym jak "zażartował obraźliwie" o jego biednej rodzinie

## Kariera klubowa

### Sporting CP
Po zwycięskim sezonie w Nacionalu Fernão Barroso Sousa zaaranżował mu trzydniowe testy w Sportingu, które odbyły się w kwietniu 1997. Trafił do Akademii Sportingu w Alcochete, gdzie wcześniej nauki pobierał m.in. jego idol, Luís Figo. Jednocześnie uczył się w tamtejszej szkole, w której był wyśmiewany przez rówieśników ze względu na swój maderski akcent oraz dużą wrażliwość, natomiast z uwagi na wątłą sylwetkę był tematem żartobliwych uwag ze strony kolegów z klubu, dlatego podjął odpowiednią dietę wysokobiałkową, a także rozpoczął regularne treningi na siłowni. Poza treningami sportowymi amatorsko grał w ping-ponga oraz dorabiał, podając piłki na meczach Sportingu.
W 2000 został powołany do reprezentacji Portugalii w Turnieju Lopesa Da Silvy, jednak musiał zrezygnować z udziału w zawodach z powodu zdiagnozowania u niego arytmii serca. Do regularnych treningów powrócił we wrześniu, kilka tygodni po operacji ablacji serca. W styczniu 2001 zdobył bramkę w wygranym 5:0 meczu z Benfiką Lizbona. Latem 2001 podpisał swój pierwszy zawodowy kontrakt ze Sportingiem.
Swojego pierwszego gola w zawodowej drużynie strzelił 3 sierpnia 2002 w wygranym 3:2 meczu towarzyskim z Realem Betis – zdobył bramkę w doliczonej, 91. minucie spotkania. 29 września 2002 zagrał swój pierwszy oficjalny mecz w seniorskiej drużynie Sportingu, stając się tym samym pierwszym zawodnikiem w historii Sportingu, który w ciągu jednego sezonu zagrał w pięciu różnych drużynach klubu: U–16, U–17, U–18, drużynie B, a następnie A. W 69. minucie spotkania ligowego przeciwko Sportingowi Braga zmienił Mariusa Niculae; mecz zakończył się porażką Sportingu 2:4. 7 października zagrał w podstawowym składzie Sportingu, a w zwycięskim spotkaniu z Moreirense na własnym stadionie strzelił dwie bramki, w 34. i 90. minucie meczu.
Ze względu na rosnącą pozycję w krajowym futbolu, podczas Międzynarodowego Festiwalu „Nadzieje” w Tulonie i w Var chęć zakupu Ronaldo wyraziły czołowe, europejskie kluby, w tym Arsenal, Liverpool, Chelsea, Inter Mediolan, Juventus, FC Barcelona i Atlético Madryt. Prezes Liverpoolu miał oferować piłkarzowi 7,5 mln euro za przejście do klubu, a Real Madryt – 12 mln euro. Ostatecznie za 15 mln euro zakupił go Alex Ferguson, trener Manchesteru United, który wypatrzył go w przedsezonowym meczu Sportingu z Manchesterem, rozegranym w sierpniu 2003 z okazji otwarcia stadionu Estádio José Alvalade, dzięki czemu wówczas 18-letni Ronaldo stał się najdroższym nastolatkiem w historii angielskiej piłki nożnej.

### Manchester United
13 sierpnia 2003 na stadionie Old Trafford odbyła się oficjalna prezentacja Ronaldo jako zawodnika Manchesteru United – jednocześnie poinformowano, że będzie występował z numerem „7” na koszulce meczowej. Trzy dni później debiutował jako gracz klubu w wygranym 4:0 meczu ligowym 1. kolejki przeciwko Boltonowi Wanderers – wszedł na boisko w 60. minucie spotkania, a po meczu został uznany najlepszym graczem wieczoru. 1 listopada strzelił swoją pierwszą bramkę Manchesteru, podczas meczu ligowego z Portsmouth. W maju 2004 w 84. minucie spotkania z Aston Villą otrzymał swoją pierwszą w karierze czerwoną kartkę, wcześniej będąc ukaranym dwiema żółtymi – najpierw za symulowanie faulu w polu karnym, a następnie za wykopanie piłki w publiczność. 22 maja zdobył jedną bramkę w wygranym 3:0 meczu finałowym z Millwall o Puchar Anglii. W sezonie 2003/2004 zagrał łącznie w 39 meczach i strzelił cztery gole, poza tym otrzymał od kibiców klubu tytuł Piłkarza Roku Manchesteru United.

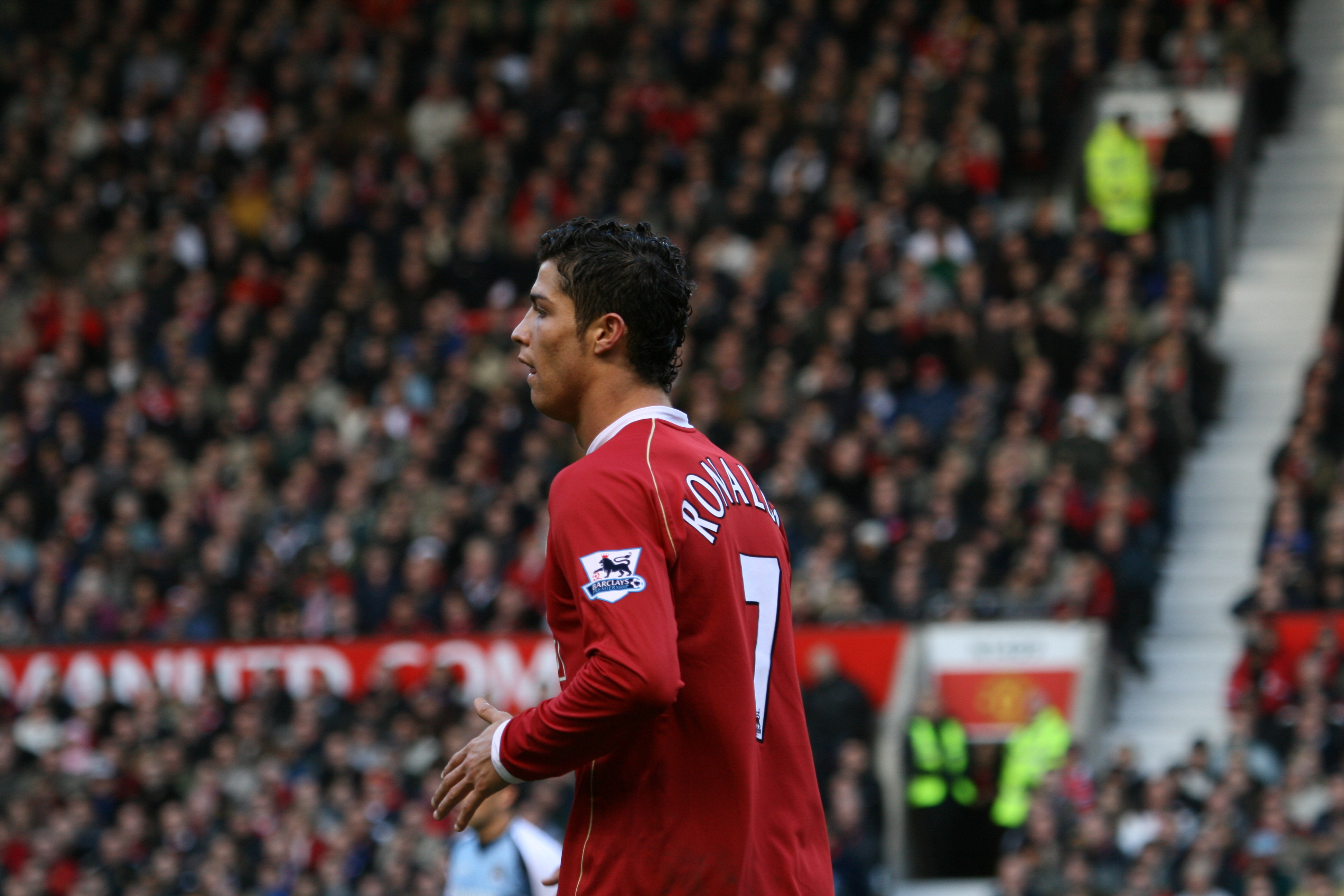
Ronaldo jako piłkarz Manchesteru United (2006)

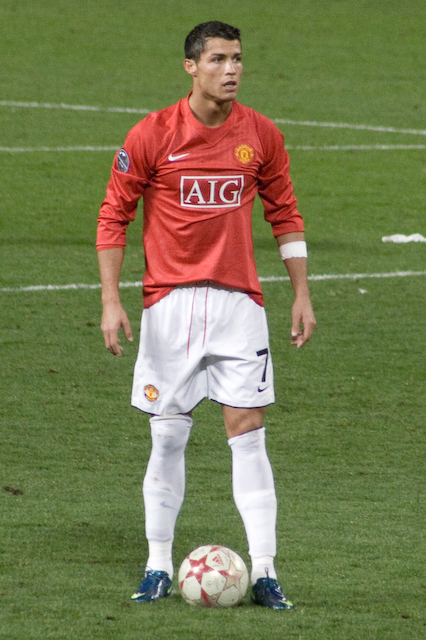
Ronaldo (2008)

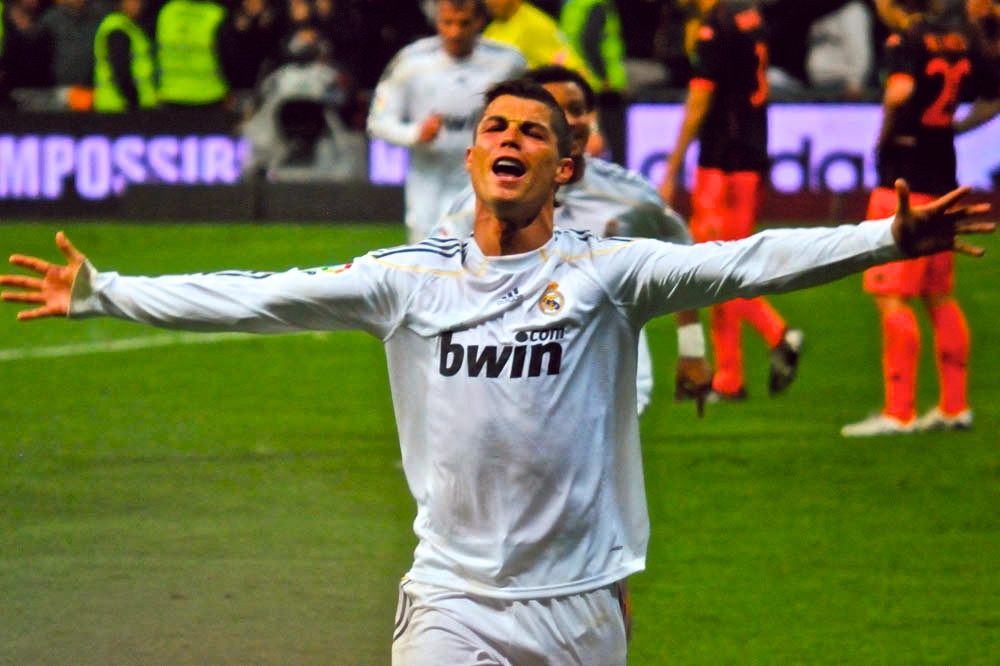
Ronaldo jako piłkarz Realu Madryt (2010)

29 października 2005 podczas przegranego 1:4 spotkania z Middlesbrough zdobył bramkę, która była 1000. bramką Manchesteru United w Premiership. Sezon 2005/2006 Premiership zakończył z ośmioma golami oraz tytułem najlepszego młodego gracza ligi na koncie.
W sezonie 2006/2007 zagrał w 52 meczach we wszystkich rozgrywkach, strzelając w nich 23 gole i zaliczając 20 asyst. W klasyfikacji strzelców Premier League uplasował się na drugim miejscu, za Didierem Drogbą z Chelsea. Został także okrzyknięty piłkarzem roku ligi angielskiej i Młodym Piłkarzem Roku. 13 maja z drużyną zdobył tytuł mistrza Anglii. W sezonie 2007/2008 strzelił 42 gole, a z drużyną wygrał finał Ligi Mistrzów, pokonując 21 maja 2008 w rzutach karnych Chelsea. Po sezonie otrzymał tytuł Piłkarza roku FIFA oraz odebrał Złotą Piłkę.
11 czerwca 2009 Manchester United zaakceptował ofertę kupna Ronaldo przez Real Madryt za 80 mln funtów (93,2 mln euro) po tym, jak piłkarz wyraził chęć odejścia z klubu. Przedstawiciel rodziny Glazerów potwierdził, że Alex Ferguson zezwolił na transakcję. Po tym, jak transfer został zakończony, Ronaldo wyraził swoją wdzięczność Fergusonowi i określił go „swoim ojcem w sporcie i najbardziej wpływową osobą w karierze”.

### Real Madryt
26 czerwca 2009 Real Madryt potwierdził, że Ronaldo dołączy do zespołu 1 lipca po podpisaniu sześcioletniego kontraktu oraz uzgodnieniu warunków umowy, na której mocy ma zarabiać 13 mln euro na sezon, przy klauzuli wykupu wynoszącej 1 mld euro. Prezentacja Ronaldo jako gracza Realu Madryt odbyła się 6 lipca, zawodnik otrzymał koszulkę z numerem „9”, którą przed nim nosił Javier Saviola. Na Estadio Santiago Bernabéu w czasie prezentacji Ronaldo było obecnych 80 tys. kibiców, co pobiło rekord należący do Diego Maradony, którego witało 75 tys. fanów po tym, jak w 1984 przeszedł z FC Barcelona do SSC Napoli.
16 kwietnia 2011 podczas ligowego El Clásico na Estadio Santiago Bernabéu w 82. minucie spotkania strzelił z rzutu karnego swojego pierwszego gola w meczach z Barceloną. Kolejną bramkę dla drużyny strzelił 20 kwietnia 2011 podczas finału Copa del Rey – w 103. minucie spotkania otrzymał podanie z lewego skrzydła od Ángela Di Maríí i skuteczną główką pokonał José Manuela Pinto. Gol ten zapewnił Królewskim zwycięstwo, dzięki czemu po 18 latach zdobyli swój 18. Puchar Hiszpanii. W sezonie 2010/2011 w ramach trzeciej kolejki La Liga w wyjazdowym meczu Real Madryt podejmował Real Sociedad. Po strzale Ronaldo piłka trafiła do bramki, zmieniając tor po rykoszecie od pleców Pepego. Gazeta „Marca” zaliczyła tę bramkę, dzięki czemu w klasyfikacji Marki Portugalczyk zakończył rozgrywki z 41 golami i zdobył Trofeo Pichichi, poza tym otrzymał Europejski Złoty But za 40 trafień. Kończąc sezon z 53 golami we wszystkich rozgrywkach (40 w lidze), poprawił dwa klubowe rekordy skuteczności strzeleckiej – Ferenca Puskása z 47 golami w całym sezonie 1959/1960 i Hugo Sáncheza z 38 golami w sezonie ligowym 1989/1990.

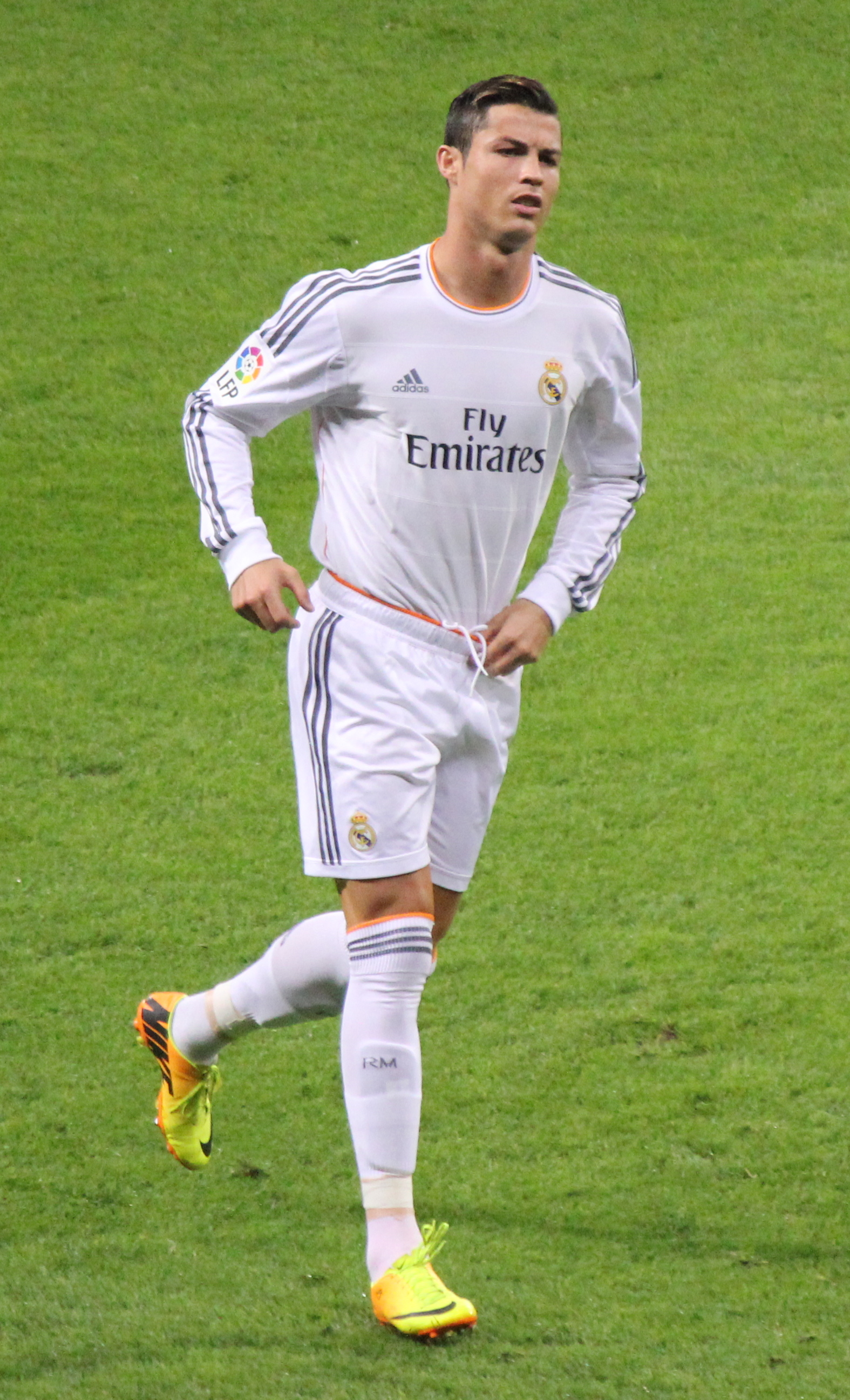
Ronaldo w meczu z Atlético Madryt (2013)

Sezon 2011/2012 zakończył z 46 bramkami w Primera División, ustępując pierwszego miejsca Leo Messiemu z 50 bramkami, ale także zdobył z Realem Madryt mistrzostwo Hiszpanii. Wtedy też po raz pierwszy od sezonu 1950/1951 zaliczył trafienia przeciwko każdemu zespołowi występującemu w lidze, wyrównując też osiągnięcie Ronaldo, który strzelał do bramek 19 z 21 przeciwników w sezonie 96/97. Dwa strzelone przez niego gole w dwumeczu z FC Barceloną (23 i 29 sierpnia 2012) o Superpuchar Hiszpanii, po jednym na Santiago Bernabéu i Camp Nou, zakończonego wynikiem 4:4 zapewniły Realowi pierwsze w sezonie 2012/2013 trofeum (dzięki przewadze goli na wyjeździe). Po zremisowanym 2:2 meczu ligowym z Barceloną 7 października 2012, w którym zdobył obie bramki dla Królewskich, ustanowił serię sześciu kolejnych El Clásico w których strzelał gola (dwa półfinały Pucharu Króla, dwa mecze ligowe i dwa o Superpuchar). Inna trwająca od 17 sierpnia 2011 seria to sześć kolejnych meczów wyjazdowych na Camp Nou z wpisaniem się na listę strzelców (łącznie 8 razy). W meczu wyjazdowym z Galatasaray SK 9 kwietnia 2013 poprawił klubowy rekord 10 goli strzelonych w jednym sezonie Ligi Mistrzów, który od poprzedniego sezonu dzielił z Raúlem i po raz pierwszy od 2008 był królem strzelców tych rozgrywek.
15 września 2013 przedłużył kontrakt z Realem Madryt do 2018. 17 września w pierwszej kolejce Ligi Mistrzów 2013/2014 strzelił hat tricka w meczu przeciwko Galatasaray SK wygranym 6:1. W całym 2013 zdobył 69 goli w 59 oficjalnych występach klubowych i reprezentacyjnych, o sześć więcej niż w 2012. Ustanowił także dwa nowe rekordy strzeleckie Ligi Mistrzów: 9 goli w fazie grupowej oraz 15 goli w jednym roku kalendarzowym.
13 stycznia 2014 otrzymał Złotą Piłkę FIFA. 18 marca w swoim 236. występie dla klubu zdobył łącznie 242 gole, co uczyniło go czwartym strzelcem wszech czasów Realu, na równi z Ferencem Puskásem (ten jednak potrzebował 262 występów, by osiągnąć taki dorobek). 2 kwietnia w meczu ćwierćfinałowym LM z Borrusią trafił do siatki po raz 14. w sezonie, wyrównując rekord strzelecki Leo Messiego z sezonu 2011/2012. 29 kwietnia w półfinale z Bayernem dołożył dublet, ustanawiając nowy rekord 16 goli w sezonie, jednocześnie wyprzedzając dorobek 49 goli Alfredo Di Stéfano, drugiego po Raúlu najlepszego strzelca Realu w Europie. 25 maja w wygranym finale z Atlético Madryt świętował zdobycie 10. Pucharu Europy Realu Madryt, prawie 10 lat po tym, jak na tym samym Estádio da Luz w Lizbonie przegrał swój finał Euro 2004. W końcowych minutach spotkania udało mu się przypieczętować sukces drużyny golem z rzutu karnego na 4:1, śrubując swój rekord do 17 goli w sezonie. W 2014 jako pierwszy piłkarz Realu zaliczył cztery sezony ligowe z rzędu, w których zdobył przynajmniej 30 goli, ponadto został pierwszym piłkarzem w historii, który zdobył bramki w meczach finałowych dla dwóch triumfatorów Ligi Mistrzów – Manchesteru United w sezonie 2007/2008 oraz Realu Madryt w sezonie 2013/2014. W obu przypadkach został królem strzelców rozgrywek. Jako pierwszy piłkarz wpisał się na listę strzelców w każdej minucie meczu.
5 października 2014 wyrównał rekord La Liga w liczbie zdobytych hat tricków, wynoszący łącznie 22 na równi z Zarrą i Di Stefano, z czego trzy ostatnie zaliczył w czterech meczach ligowych w czasie 15 dni. 18 października pobił rekord sprzed 71 lat najlepszego startu sezonu ligowego pod względem strzelonych bramek, wówczas Echevarría w pierwszych ośmiu kolejkach sezonu zdobył 14 bramek. Portugalczyk zdobył 15 goli w siedmiu spotkaniach, ale opuścił starcie drugiej kolejki z Realem Sociedad. 6 grudnia pobił rekord La Liga w liczbie zdobytych hat tricków, notując 23. hat tricka w starciu 14 kolejki ligowej pomiędzy Realem Madryt a Celtą Vigo, jednocześnie przyczyniając się do wyrównania rekordu drużynowego Barcelony z sezonu 2005/06 – wygrania 18 meczów z rzędu, przy tym dobijając do 200 goli w La Liga. Osiągnął taki dorobek bramkowy, rozgrywając 178 meczów w hiszpańskiej lidze, co jest najlepszym wynikiem w historii.

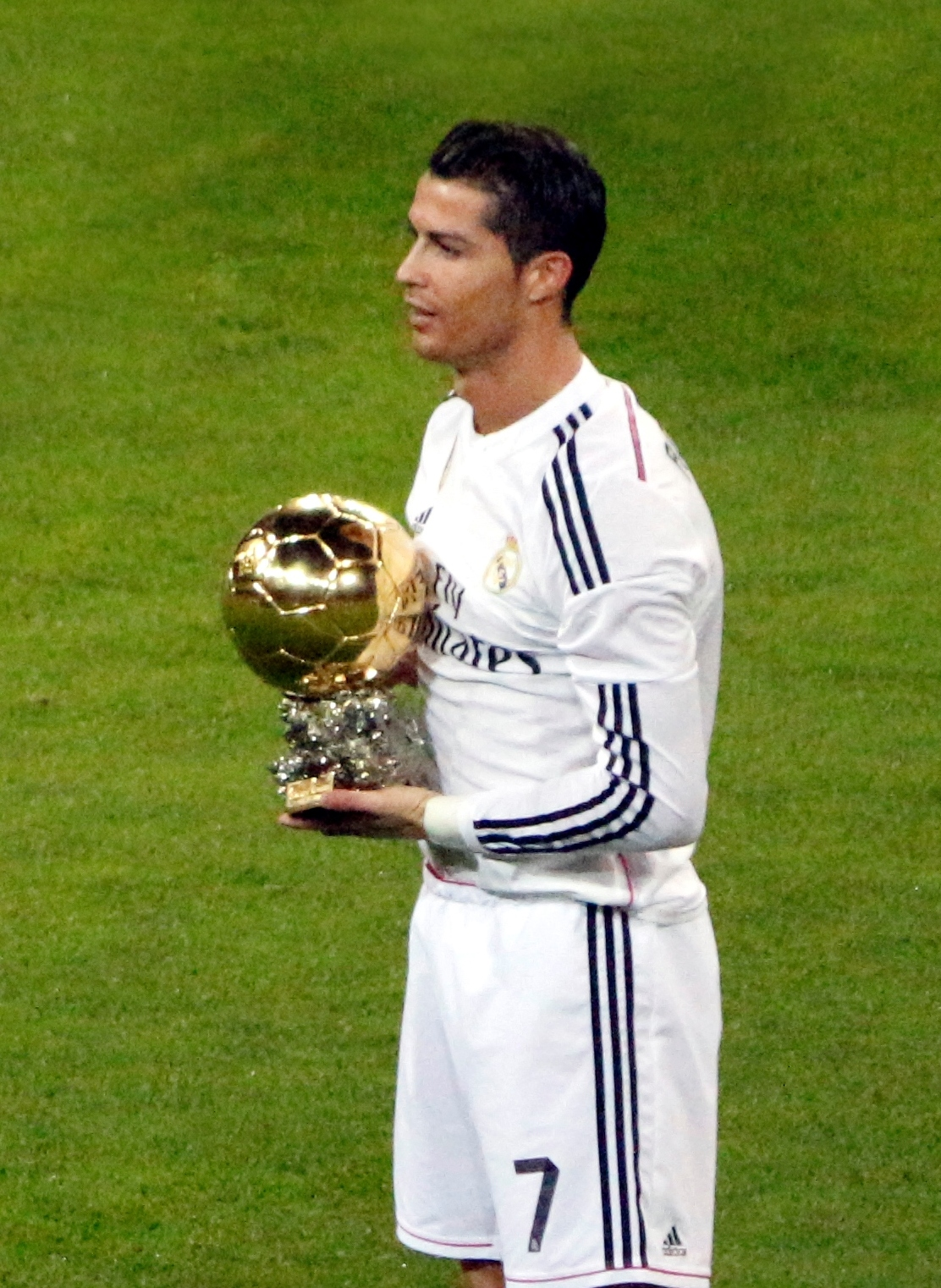
Ronaldo ze Złotą Piłką na Estadio Santiago Bernabéu (2015)

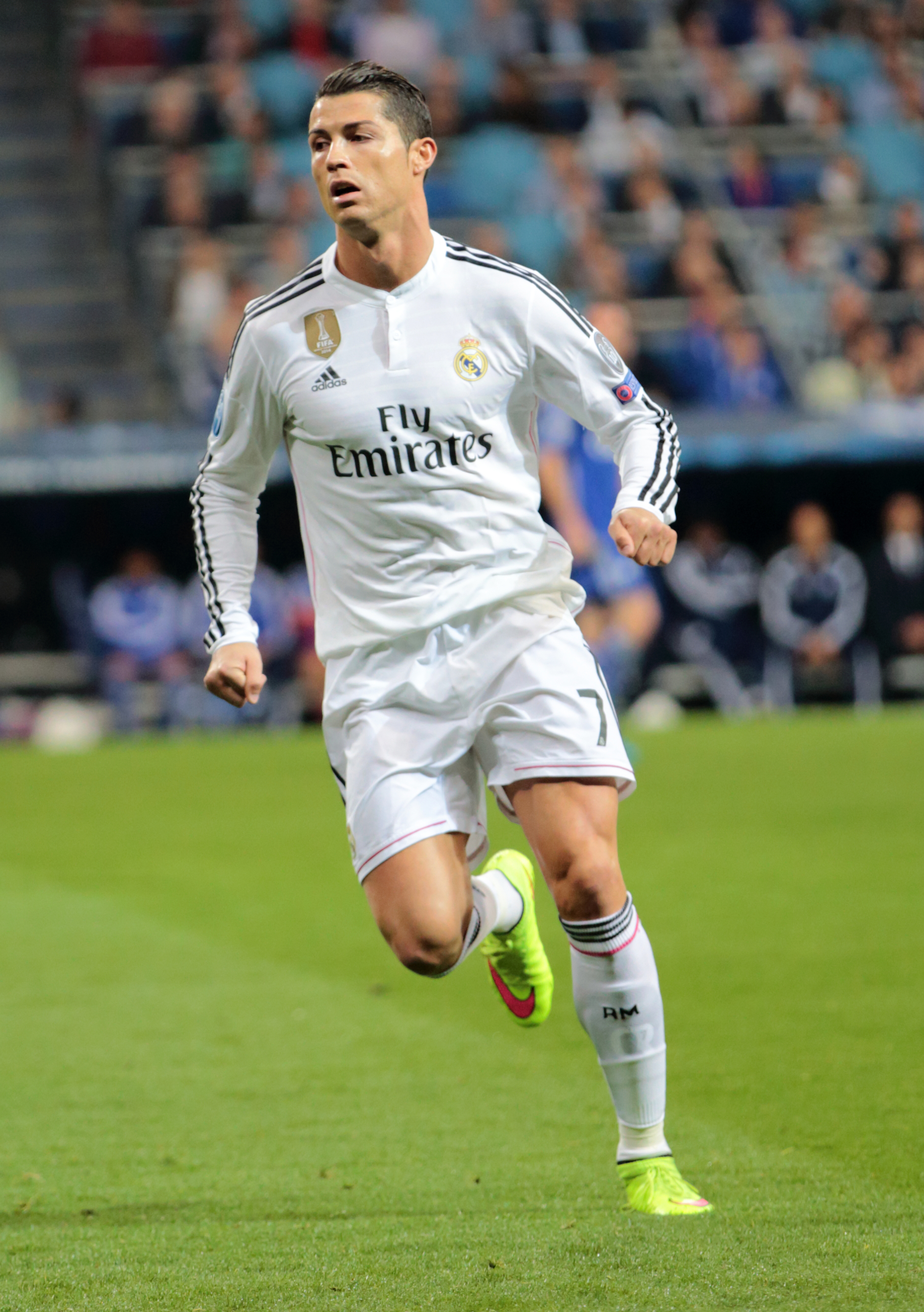
Ronaldo w meczu z Schalke (2015)

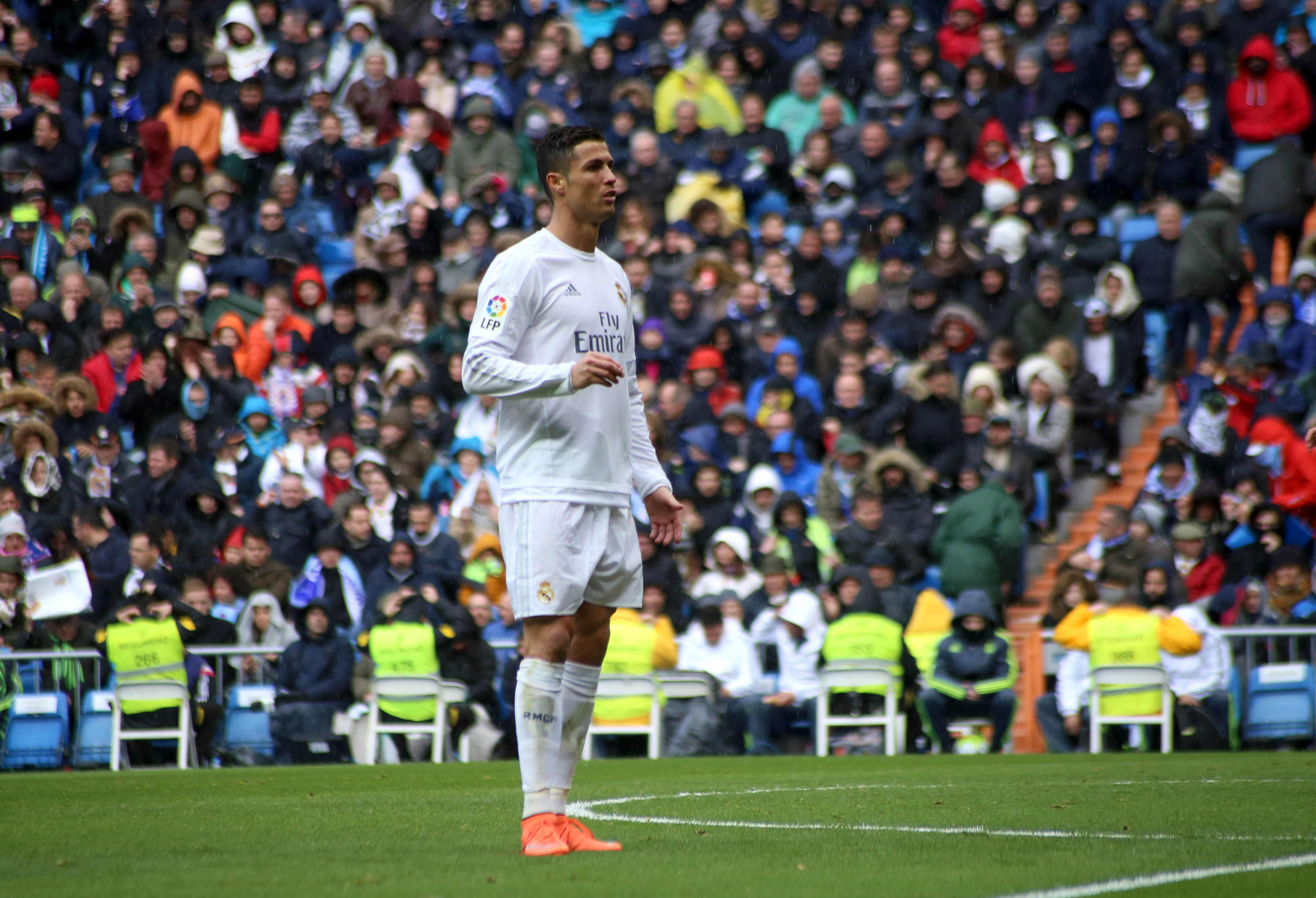
Ronaldo w meczu z Celta Vigo (2016)

12 stycznia 2015 drugi raz z rzędu otrzymał Złotą Piłkę FIFA, było to jego trzecie wyróżnienie dla najlepszego piłkarza na świecie. W 2015 Real nie zdobył żadnego trofeum, ale Ronaldo poprawił dwa rekordy życiowe z sezonu 2011/2012 – najwięcej goli zdobytych we wszystkich rozgrywkach w sezonie (61) i goli w sezonie ligowym (48), za co otrzymał trzeciego Trofeo Pichichi i czwartego Europejskiego Złotego Buta. Wyśrubował także dwa własne rekordy w Hiszpanii – najwięcej hat tricków (27) i najwięcej hat tricków w sezonie (8). W klasyfikacji strzelców Realu Ronaldo wyprzedził Santillana i Di Stéfano; w 300 oficjalnych spotkaniach zaliczył 313 trafień, ustępując tylko Raúlowi, a w 200 występach w La Liga – 225 goli.
13 września 2015 zdobył pięć goli w meczu La Liga z Espanyolem, zostając najlepszym ligowym strzelcem Realu, przed Raúlem z 228 trafieniami. 30 września zaliczył dwa trafienia z Malmö FF w LM, z czego pierwszy gol był jego 500. golem w oficjalnych meczach klubowych i reprezentacyjnych (w 753 występach), a drugi 323. golem dla Realu, czym zrównał się z rekordem Raúla oraz został najlepszym strzelem Realu w Europie z 67 golami, wyprzedzając rekord 66 goli Raula. 8 grudnia podbił własny rekord liczby zdobytych bramek w fazie grupowej Ligi Mistrzów, śrubując swój wynik do liczby 11 goli, tym samym poprawił również swój inny rekord Ligi Mistrzów, goli zdobytych w danym roku kalendarzowym, zdobywając 16 goli w 2015.
12 kwietnia 2017 zdobył dublet w 1/4 finału LM z Bayernem Monachium i jako pierwszy osiągnął 100 goli w europejskich pucharach (w tym jeden w kwalifikacjach Ligi Mistrzów i dwa w Superpucharze Europy). Dzięki hat trickowi w meczu rewanżowym 17 kwietnia w Madrycie poprawił swój rekord, przekraczając granicę 100 goli w Lidze Mistrzów. 29 kwietnia pobił 40-letni rekord Jimmy’ego Greavesa, który wynosił 366 goli, najlepszego ligowego strzelca spośród sześciu czołowych europejskich lig. 3 maja zaliczył hat tricka w półfinale Ligi Mistrzów z Atlético Madryt, dzięki czemu osiągnął jako pierwszy 50 goli w fazie pucharowej Ligi Mistrzów. Klub pogratulował mu także zdobycia 400 goli w barwach Realu (wliczając nieoficjalny gol zaliczony Pepe w 2010). 14 maja zdobył dublet w meczu z Sevillą, osiągając oficjalne 400 goli. 3 czerwca sięgnął czwarty raz po puchar Ligi Mistrzów, dzięki dubletowi w finale z Juventusem jako pierwszy piłkarz zaliczył gola w trzech różnych finałach tych rozgrywek (dla dwóch klubów), piąty rok z rzędu został królem strzelców edycji LM oraz zdobył 600. bramkę w karierze (także 500. gola Realu w LM). Real jako pierwszy klub obronił tytuł Ligi Mistrzów od powstania rozgrywek w tym formacie.
6 grudnia 2017 jako pierwszy zdobył gola w każdym z sześciu spotkań fazy grupowej Ligi Mistrzów, wyrównał także rekord 60 goli Leo Messiego w fazach grupowych LM. 7 grudnia wygrał piątą Złotą Piłkę przyznawaną przez France Football. 14 lutego 2018 osiągnął 100 goli w Lidze Mistrzów dla jednego klubu. 3 marca w 286. występie przekroczył granicę 300 goli w lidze hiszpańskiej. Do 6 marca strzelał gola w dziewięciu kolejnych występach w LM od finału w 2017 przeciwko Juventusowi, wyrównując rekord Ruud van Nistelrooya z 2003 (obaj po 14 goli). 3 kwietnia poprawił ten rekord, zdobywając łącznie 16 goli w 10 spotkaniach z rzędu, a 11 kwietnia zakończył serię ze stanem 17 goli w 11 spotkaniach. 25 kwietnia ustanowił inny rekord, występując ogółem w 96 wygranych spotkaniach w Lidze Mistrzów. Real zakończył sezon z trzecią z rzędu wygraną w Lidze Mistrzów, a Ronaldo zdobył puchar po raz piąty co jest rekordem od czasu Ligi Mistrzów (Francisco Gento wygrał sześć Pucharów Europy). Ronaldo szósty sezon z rzędu był królem strzelców Ligi Mistrzów (w 2015 ex aequo z Messim i Neymarem Jr.).
10 lipca 2018 ogłoszono transfer Ronaldo do Juventusu.

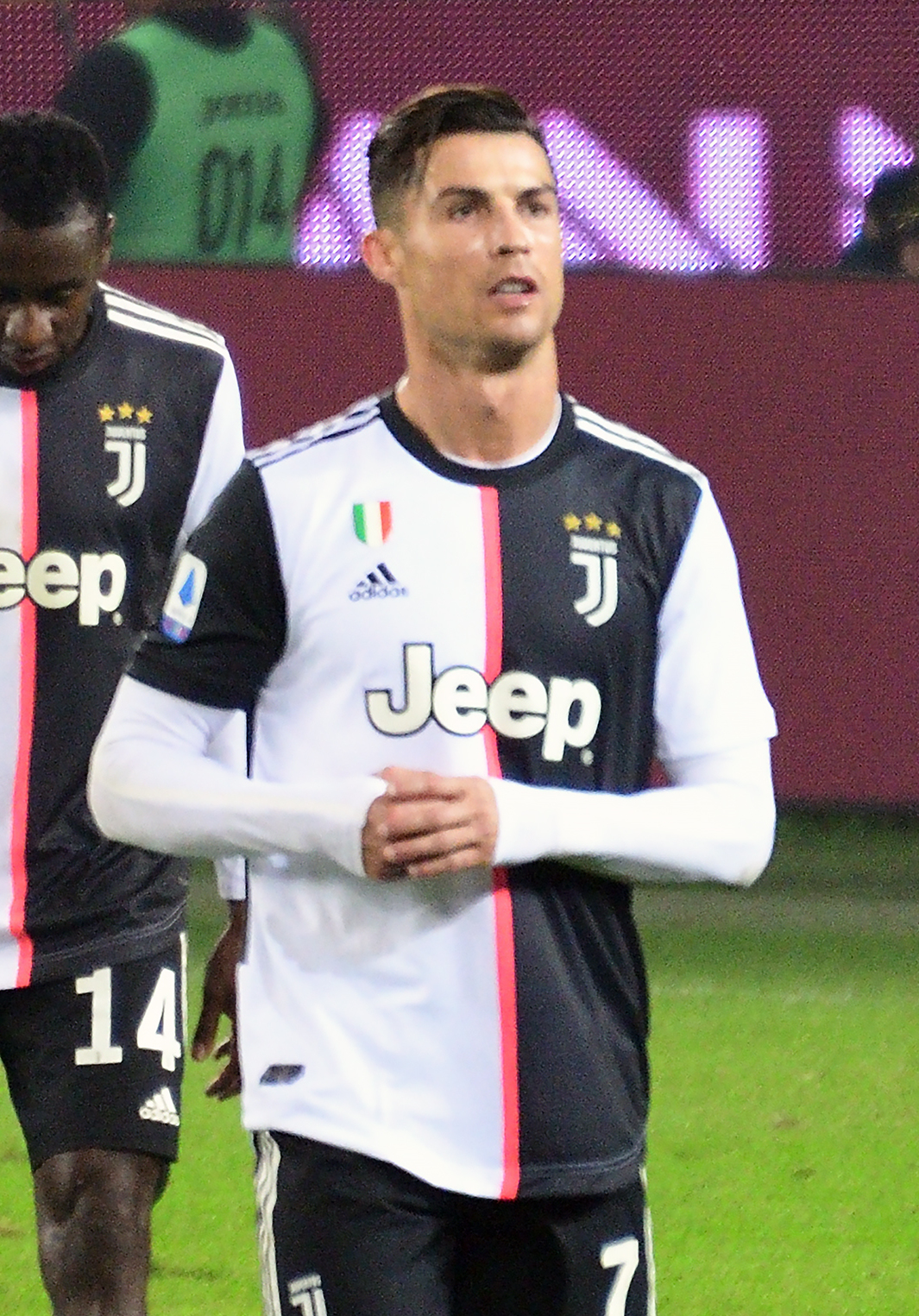
Ronaldo jako piłkarz Juventusu (2019)

### Juventus
W Juventusie zadebiutował w ligowym meczu z Chievo Verona. Swoją pierwszą bramkę dla tego klubu zdobył 16 września 2018 w meczu przeciwko Sassuolo. 16 stycznia 2019 sięgnął po swoje pierwsze trofeum w nowej drużynie – w meczu przeciwko AC Milan, zakończonym wygraną 1:0, strzelił zwycięską bramkę, czym zapewnił zwycięstwo Juventusowi w Superpucharze Włoch. W swoim pierwszym sezonie w Serie A zdobył także mistrzostwo Włoch. Zdobywszy Scudetto, stał się jedynym piłkarzem na świecie, który zdobył mistrzostwo w Anglii, Hiszpanii i we Włoszech.
W debiutanckim sezonie dla Juventusu zdobył 21 bramek w 31 meczach. W całym sezonie 2018/19, we wszystkich rozgrywkach, wliczając mecze Ligi Mistrzów i Pucharu Włoch, rozegrał 43 spotkania i zanotował 28 trafień. W drugim sezonie wystąpił w 33 spotkaniach w Serie A i zdobył w nich 31 bramek. W całym sezonie 2019/2020 rozegrał 46 występów i zdobył 37 bramek. Z Juventusem wygrał wtedy mistrzostwo Włoch. Łącznie w 134 meczach zdobył 101 goli i zanotował 22 asysty, a także został najszybszym strzelcem „setki” dla tego klubu.

### Powrót do Manchesteru United
27 sierpnia 2021 Manchester United ogłosił, że doszedł do porozumienia z Juventusem w sprawie ponownych przenosin Ronaldo do angielskiego klubu. 31 sierpnia 2021 roku podpisując dwuletni kontrakt z opcją przedłużenia o kolejny rok, po 12 latach, znów został zawodnikiem Manchesteru United. Pierwszy mecz po powrocie zagrał 11 września 2021 roku w wygranym 4:1 meczu przeciwko Newcastle United, rozgrywając całe spotkanie i zdobywając dwie bramki. W debiutanckim wrześniu 2022 zdobył nagrodę Piłkarza Miesiąca Premier League.
12 marca 2022 Ronaldo zdobył hat tricka w wygranym 3:2 ligowym meczu z Tottenhamem, bijąc rekord Josefa Bicana (805 bramek) zdobytych goli w oficjalnych seniorskich meczach.
Po powrocie Ronaldo strzelił dla Czerwonych Diabłów 27 goli i zdobył 5 asyst w 54 występach. W sezonie 2021/22 trafiał bramki 24 razy w 38 meczach, a w sezonie 2022/23 rozegrał 16 spotkań, w których zanotował 3 gole.
22 listopada 2022 Manchester United rozwiązał kontrakt z Ronaldo.

### Al-Nassr
30 grudnia 2022 saudyjski klub Al-Nassr osiągnął porozumienie, zgodnie z którym Ronaldo dołączył do klubu 1 stycznia 2023, podpisując kontrakt do 2025. Jak poinformował Fabrizio Romano, Ronaldo otrzymał najwyższą pensję piłkarską w historii, wartą 200 milionów euro rocznie; obejmowało to roczną gwarantowaną pensję piłkarską w wysokości 90 milionów euro, a umowy handlowe i sponsorskie obejmowały podwyższenie jego całkowitego rocznego wynagrodzenia do 200 milionów euro. 19 stycznia 2023 Ronaldo zagrał po raz pierwszy od czasu przeniesienia się do Arabii Saudyjskiej w meczu pokazowym, w którym połączona drużyna graczy Al-Nassr i Al-Hilal z Rijadu przeciwko Paris Saint-Germain. Strzelił dwa gole, jednak ostatecznie przegrał 4:5. 22 stycznia 2023 zadebiutował w lidze dla Al-Nassr jako kapitan drużyny, grając pełne 90 minut w wygranym 1:0 meczu z Ettifaq FC i strzelił swojego pierwszego gola w remisie 2:2 z Al-Fateh z rzutu karnego w ostatnich minutach meczu. 9 lutego 2023 strzelił cztery gole w wygranym 4:0 meczu z Al-Wehdą, a jego pierwszy gol w meczu był jego 500. ligowym golem w karierze. Zdobył nagrodę Piłkarza Miesiąca Roshn Saudi League w lutym 2023.
26 czerwca 2025 roku poinformowano o przedłużeniu kontraktu Cristiano Ronaldo z klubem Al-Nassr do 2027 roku.

## Kariera reprezentacyjna
W reprezentacji Portugalii zadebiutował 20 sierpnia 2003 w meczu z Kazachstanem wygranym 1:0.

### Lata 2004–2007
W maju 2004 dostał od Luiza Felipe Scolariego powołanie do reprezentacji Portugalii na Mistrzostwa Europy w Piłce Nożnej 2004. Swojego pierwszego gola dla reprezentacji strzelił 12 czerwca w przegranym 1:2 meczu otwarcia z Grecją na Estádio do Dragão. Kolejną bramkę strzelił w rzutach karnych w wygranym 6:5 ćwierćfinałowym spotkaniu z Anglią, a następną – w 26. minucie półfinałowego meczu z Holandią, wygranym 2:1. Ostatecznie zdobył z Portugalią tytuł wicemistrza Europy po finałowej porażce z Grecją 0:1. Po finale został nominowany do Drużyny Gwiazd Euro. W 2004 wystąpił także na Olimpiadzie w Atenach, gdzie jego drużyna zajęła ostatnie miejsce w grupie, wygrywając zaledwie jeden mecz z Marokiem (2:1), w którym Ronaldo zdobył pierwszą bramkę.

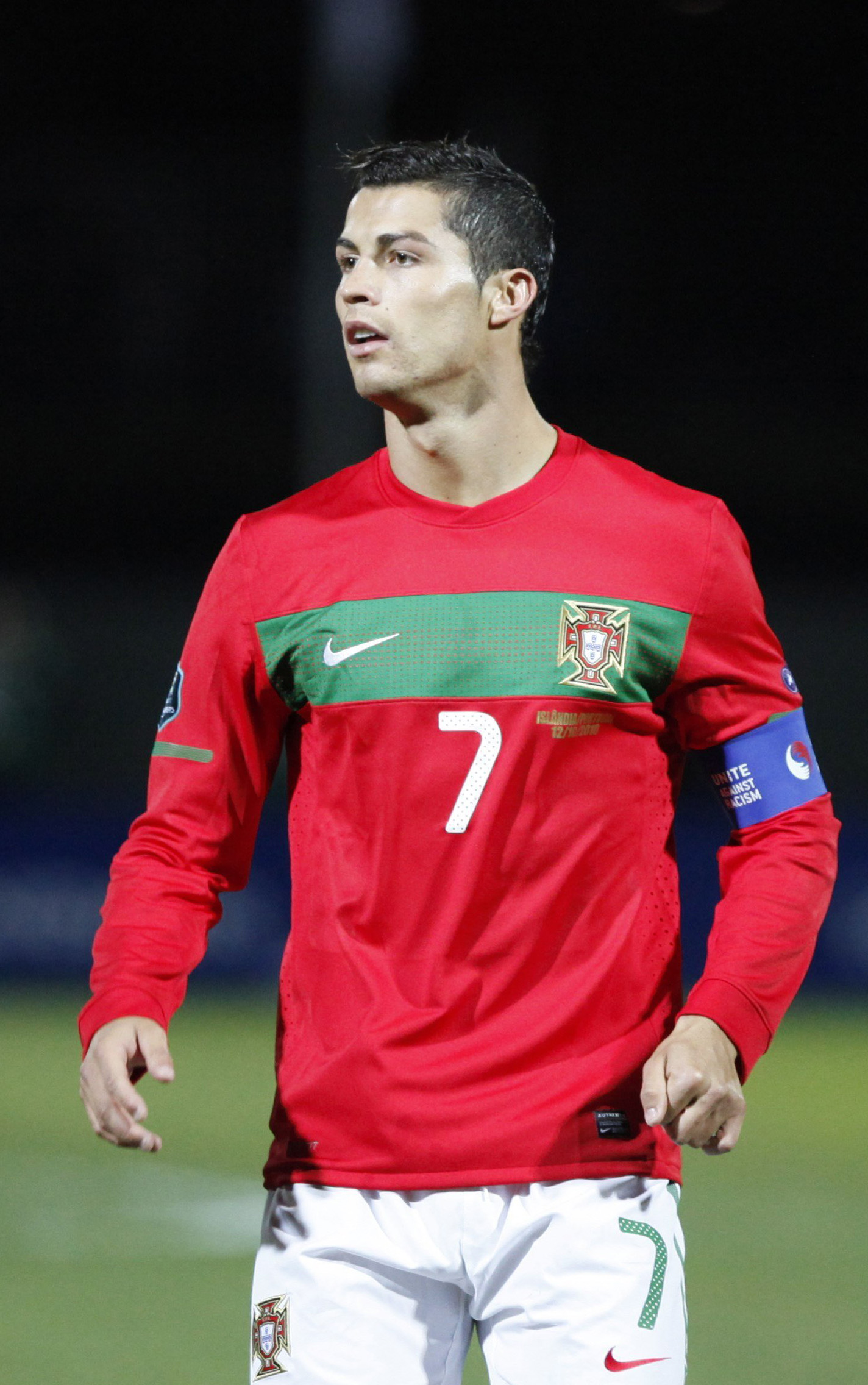
Ronaldo podczas meczu (2010)

Został wicekrólem strzelców europejskiej strefy kwalifikacyjnej do Mistrzostw Świata w Piłce Nożnej 2006 z siedmioma golami na koncie. W fazie grupowej Portugalia spotkała się z Meksykiem (2:1), Angolą (1:0) i Iranem (2:0), Ronaldo jedyną bramkę zdobył z tym ostatnim zespołem z rzutu karnego. 1 lipca 2006 strzelił bramkę w rzutach karnych w ćwierćfinałowym meczu z Anglią, zapewniając Portugalii awans do półfinałów. Ostatecznie zajęli czwarte miejsce, przegrywając mecz z Francją (0:1) i spotkanie o brązowy medal z Niemcami (1:3), a Ronaldo został nominowany do nagrody dla najlepszego młodego piłkarza, którą wygrał Lukas Podolski.
6 lutego 2007 zadebiutował jako kapitan drużyny Portugalii w towarzyskim meczu z Brazylią.

### Lata 2008–2011

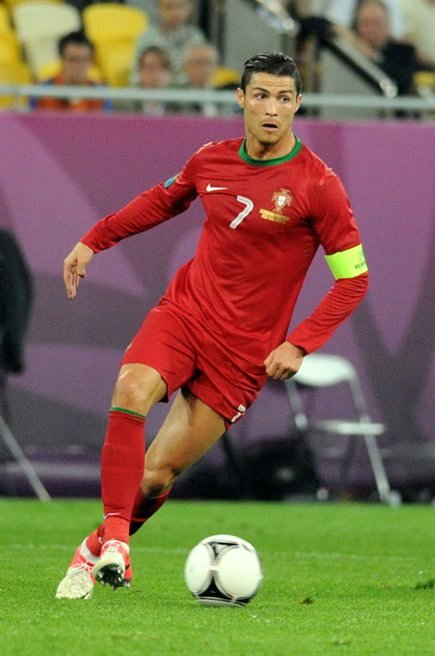
Ronaldo podczas meczu (2012)

Zakończył kwalifikacje do Mistrzostw Europy w Piłce Nożnej 2008, zdobywając osiem goli. Dobra skuteczność nie była jednak kontynuowana na samym turnieju. Został najlepszym zawodnikiem meczu fazy grupowej z Czechami, w którym strzelił jedynego gola na turnieju. Portugalia jednak odpadła w ćwierćfinale po przegranym meczu z Niemcami 2:3. Po mistrzostwach, gdy drużynę narodową przejął Carlos Queiroz, Ronaldo na stałe został kapitanem.
Swoją jedyną bramkę w Mistrzostwach Świata w Piłce Nożnej 2010 zdobył w wygranym 7:0 meczu z Koreą Północną, było to jego pierwsze od 16 miesięcy trafienie dla reprezentacji. Portugalczycy odpadli w 1/8 finału, przegrywając 0:1 z Hiszpanią. Ronaldo zgarnął trzy nagrody dla zawodnika meczu w spotkaniach fazy grupowej.

### Lata 2012–2015
Strzelił siedem goli w kwalifikacjach do Mistrzostw Europy w Piłce Nożnej 2012, włączając w to dwa trafienia z Bośnią w barażach. Następnie zdobył dwa gole w ostatnim meczu fazy grupowej z Holandią (2:1). Także w ćwierćfinale zapewnił zwycięstwo swojej drużynie, strzelając jedyną bramkę w spotkaniu przeciwko Czechom. Portugalia odpadła po rzutach karnych w półfinałowym meczu z Hiszpanią.
Portugalia zajęła drugie miejsce w swojej grupie eliminacyjnej do Mistrzostw Świata w Piłce Nożnej 2014 ze stratą jednego punktu do Rosji, przez co była zmuszona zagrać w barażach z reprezentacją Szwecji. Oba mecze zakończyły się zwycięstwami Portugalii (1:0 i 3:2), wszystkie bramki dla swojej drużyny zdobył Ronaldo. W pierwszej rundzie kwalifikacyjnej zanotował w sumie cztery trafienia, w międzyczasie wyprzedzając pod względem strzelonych goli w reprezentacji Portugalii Eusébio (41) a ostatecznie zrównując się bramkami z rekordzistą, Pauletą (47). Po przegranym meczu z Niemcami (4:0), remisie z USA (2:2) i wygranej z Ghaną (2:1) reprezentacja Portugalii zajęła trzecie miejsce w grupie, ostatecznie odpadając w tej fazie rozgrywek. Ronaldo zagrał we wszystkich trzech meczach, notując asystę w meczu z USA i oraz strzelając bramkę w meczu z Ghaną, co uczyniło go samodzielnym liderem klasyfikacji strzelców reprezentacji Portugalii z dorobkiem 50 goli. Stał się jednocześnie pierwszym piłkarzem w historii, który strzelił bramki na sześciu wielkich turniejach z rzędu – Euro 2004, 2008, 2012 oraz mundialach 2006, 2010 i 2014.

### Lata 2016–2022

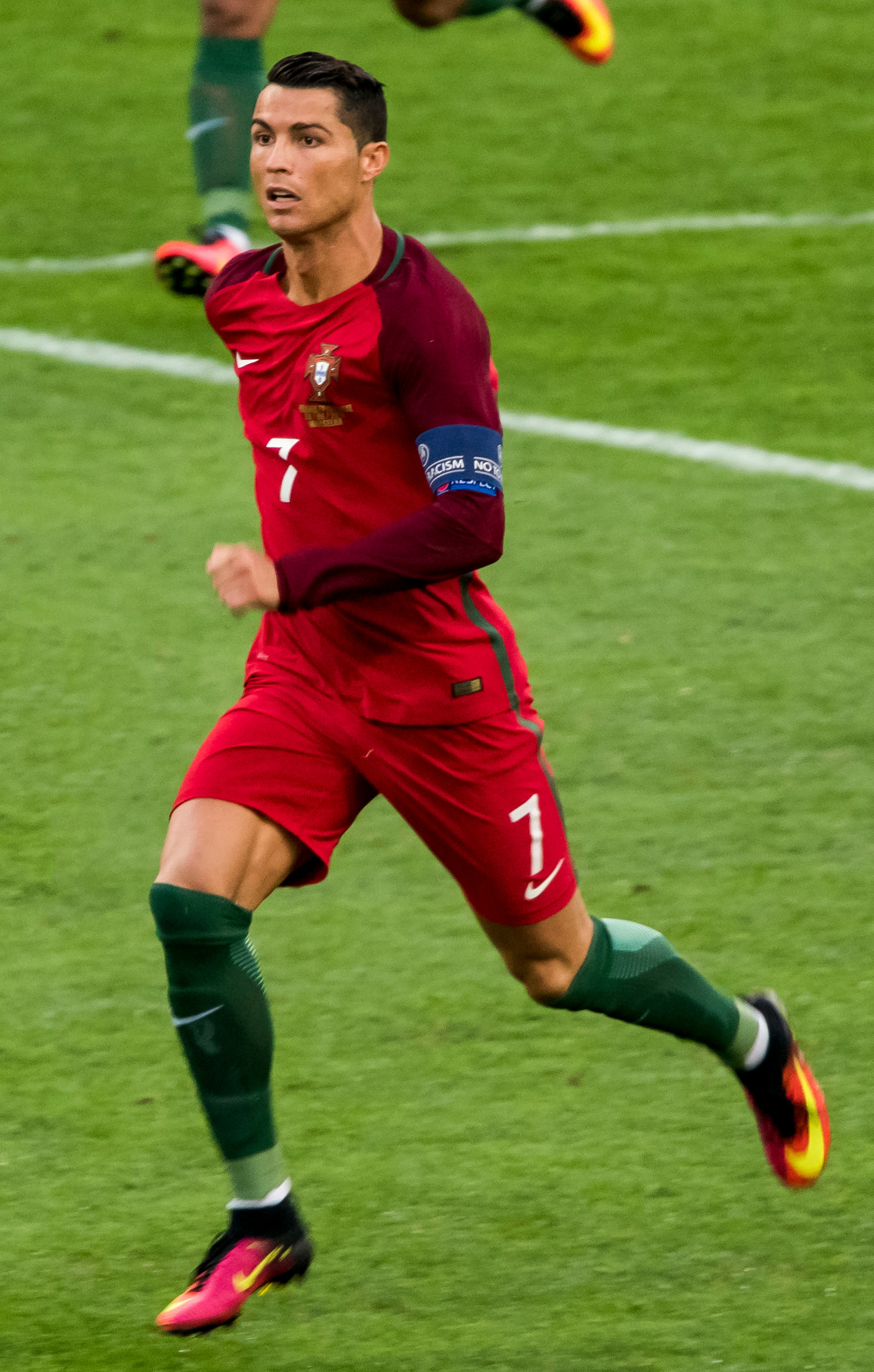
Ronaldo w meczu z Polską podczas Euro 2016

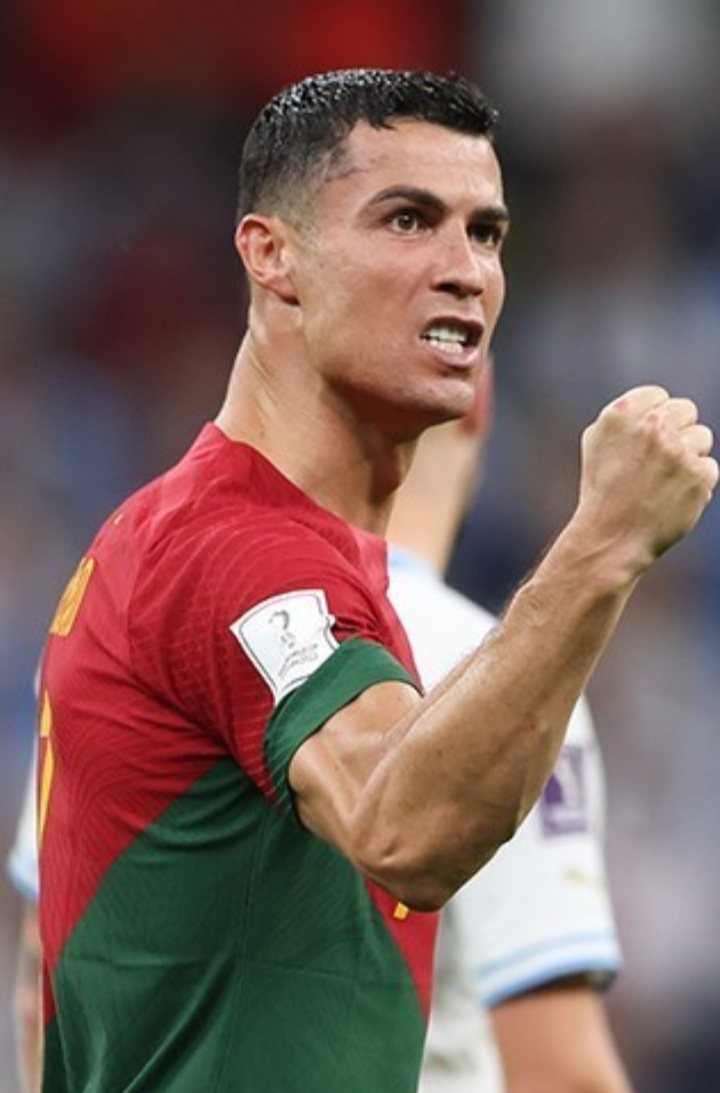
Ronaldo podczas Mistrzostw Świata w Piłce Nożnej w Katarze (2022)

Podczas eliminacji do Mistrzostw Europy w Piłce Nożnej 2016 w spotkaniu 3. kolejki kwalifikacji w meczu z Armenią zdobył swojego 23. gola we wszystkich dotychczasowych spotkaniach rozgrywanych w ramach mistrzostw Europy, biorąc pod uwagę mecze eliminacyjne i finałowe, tym samym stał się samodzielnym liderem klasyfikacji strzelców w historii tych rozgrywek, bijąc rekord Jona Dahla Tomassona. 6 lipca 2016 w meczu z Walią wyrównał rekord strzelecki dziewięciu goli w finałach Mistrzostw Europy, ustanowiony na jednym turnieju w 1984 przez Michela Platiniego. Został także pierwszym piłkarzem, który trafiał do bramki na czterech różnych turniejach ME. Uwzględniając eliminacje, baraże i finały jego nowy rekord Mistrzostw Europy wynosi 29 goli. Wyprzedził także Thurama i Van der Sara w liczbie występów w finałach ME, ustanawiając rekord 21 meczów. Pomógł także w zdobyciu pierwszego tytułu mistrzowskiego dla Portugalii, kończąc turniej z trzema golami i trzema asystami. W meczu finałowym z Francją 10 lipca 2016 doznał kontuzji w 8. minucie spotkania po starciu z Dimitri Payetem, co wyeliminowało go z dalszej gry.
15 czerwca 2018 został najstarszym zawodnikiem, który strzelił hat tricka w meczu mistrzostw Świata w Rosji, pomagając Portugalii w pierwszym meczu w zremisowaniu 3:3 z Hiszpanią (jego trzeci gol to rzut wolny na dwie minuty przed końcem). W ten sposób stał się również pierwszym portugalskim graczem, który strzelił gola w czterech mistrzostwach świata i jednym z czterech graczy, którzy tego dokonali. 20 czerwca w drugim meczu strzelił jedynego gola w wygranym 1:0 z Marokiem, bijąc rekord Ferenca Puskása jako najlepszego strzelca Europy w historii, z 85 golami w reprezentacji. W ostatnim meczu grupowym z Iranem 25 czerwca nie wykorzystał rzutu karnego, a Portugalia zremisowała 1:1, awansując do drugiej rundy jako wicemistrzowie grupy za Hiszpanią. 30 czerwca z drużyną zostali wyeliminowani po porażce 2:1 z Urugwajem w 1/8 finałów mistrzostw świata. Za swoje występy w turnieju Ronaldo został później mianowany do drużyny Mistrzostw świata.
Opuścił fazę grupową Ligi Narodów, aby skupić się na grze w Juventusie, do reprezentacji dołączył dopiero na fazę pucharową w czerwcu 2019. W meczu przeciwko Szwajcarii w półfinale strzelił trzy bramki, czym wprowadził Portugalię do finału, gdzie ostatecznie udało im się pokonać reprezentację Holandii 1-0. 15 czerwca 2021 w pierwszym meczu na Mistrzostwach Europy strzelił dwa gole w wygranym 3:0 meczu z Węgrami. To dało mu w sumie 11 bramek w Mistrzostwach Europy, dwie przewagi nad Michelem Platinim jako najlepszym strzelcem wszech czasów w historii mistrzostw Europy. Ponadto został pierwszym piłkarzem, który wystąpił i zdobył pięć bramek na Mistrzostwach Europy, oraz w 11 kolejnych turniejach międzynarodowych seniorów. Udało mu się też być najstarszym zawodnikiem, który strzelił dwa gole w mistrzostwach Europy, bijąc poprzedni rekord ustanowiony przez Andrija Szewczenkę. 19 czerwca w drugim meczu grupowym strzelił jednego gola w przegranym meczu 2:4 z Niemcami. 23 czerwca wykorzystał dwa rzuty karne w zremisowanym 2:2 meczu z Francją w ostatnim meczu fazy grupowej, co wyrównał rekord irańskiego piłkarza Alego Daeiego z 109 golami w reprezentacji. Został najlepszym strzelcem w finałach turniejów na Mistrzostwach Świata i Mistrzostwach Europy łącznie, a jego 21 bramek pobiło poprzedni rekord Miroslava Klose. 27 czerwca Portugalia odpadła z turnieju po przegranym meczu 0:1 przeciwko Belgii w 1/8. Ronaldo zakończył turniej z pięcioma bramkami (razem z Patrikiem Schickiem) i zdobył koronę króla strzelców mistrzostw Europy, o czym zadecydowało to, że miał na koncie asystę.
Zagrał w 7 meczach fazy grupowej i w 2 barażowych podczas eliminacji do Mistrzostw Świata 2022, w których strzelił 6 bramek. 1 września 2021 w ostatnich minutach meczu zdobył dublet przeciwko Irlandii, który pozwolił mu zostać samodzielnym rekordzistą strzelonych bramek dla reprezentacji. 12 października 2021 w wygranym 5:0 spotkaniu z Luksemburgiem zdobył swojego 10. hat tricka dla Portugalii.
Ronaldo znalazł się w kadrze Portugalii na Mistrzostwa Świata 2022 w Katarze, i był to piąty mundial z jego udziałem. 24 listopada, w meczu otwarcia Portugalii przeciwko Ghanie, Ronaldo wykorzystał rzut karny i został pierwszym zawodnikiem, który strzelił gola w pięciu różnych mistrzostwach świata, a także został najlepszym zawodnikiem tego spotkania. W ostatnim meczu grupowym z Koreą Południową Ronaldo spotkał się z krytyką ze strony własnego trenera za reakcję na zmianę. Nie pojawił się w wyjściowym składzie na mecz 1/8 finału ze Szwajcarią. Było to pierwsze spotkanie od Euro 2008, kiedy nie rozpoczął meczu dla Portugalii w dużym międzynarodowym turnieju; również po raz pierwszy od Euro 2000 Portugalia rozpoczęła mecz fazy pucharowej bez Ronaldo w wyjściowym składzie. Wchodząc z ławki w meczu 1/4 finału z Marokiem, wyrównał międzynarodowy rekord występów Badera Al-Mutawy, stając się najczęściej występującm piłkarzem wszech czasów, ze 196. występami. Portugalia przegrała ten mecz 0:1 i odpadła z tej edycji MŚ.

### Od 2023
Ronaldo znalazł się w pierwszym składzie reprezentacji Portugalii na marcowe mecze kwalifikacji kwalifikacji Euro 2024 przeciwko Liechtensteinowi i Luksemburgowi, bijąc rekord rozegranych meczów dla reprezentacji. W obu spotkaniach zdobył po 2 gole. 20 czerwca 2023 w czwartej kolejce kwalifikacji Euro 2024 przeciwko Islandii strzelił bramkę w 89. minucie meczu która dała zwycięstwo 1:0, w swoim 200. występie dla reprezentacji Portugalii.
11 czerwca 2024 w meczu towarzyskim przeciwko Irlandii strzelił dwa gole, tym samym strzelając 129. i 130. gola dla swojej reprezentacji. 18 czerwca 2024 w swoim pierwszym meczu Grupy F na Mistrzostwach Europy 2024 w Niemczech przeciwko Czechom zagrał pełne 90 minut wygrywając 2:1 i tym samym bijąc rekord jako jedyny piłkarz który wystąpił na sześciu edycjach Mistrzostw Europy. 22 czerwca w drugim meczu fazy grupowej przeciwko Turcji zanotował asystę przy golu Bruno Fernandesa na 3:0, i tym samym wyrównał rekord Karela Poborský’ego z ośmioma asystami na Mistrzostwach Europy). 26 czerwca w ostatnim meczu grupowym przegranym 0:2 z Gruzją został pierwszym europejskim zawodnikiem, który wystąpił 50 razy na najważniejszych międzynarodowych turniejach. 5 lipca w ćwierćfinale Portugalia przegrała z Francją 3:5 w rzutach karnych, gdzie wykorzystał pierwszą jedenastkę w serii rzutów karnych. Zakończył turniej z jedną asystą i nie zdobywając gola żadnym ze swoich 23 strzałów na turnieju (w tym niewykorzystanym rzutem karnym w 1/8 finału przeciwko Słowenii). To najwięcej prób zawodnika bez trafienia do siatki na Mistrzostwach Europy od czasu Euro 2004, kiedy Deco oddał 24 strzały, nie zdobywając gola dla Portugalii.
5 września 2024 zdobył swoją 900. bramkę w karierze w wygranym 2:1 meczu z Chorwacją w pierwszej kolejce Ligi Narodów UEFA.

## Styl gry
Jest prawonożnym piłkarzem ofensywnym, który może grać na lewym skrzydle, a także jako środkowy napastnik. Znany jest ze swoich rzutów karnych oraz strzałów głową.

## Statystyki klubowe
Aktualne na 26 maja 2025.
| Klub               | Sezon              | Liga  | Liga | Liga   | Puchar kraju | Puchar kraju | Puchar kraju | Puchar ligi | Puchar ligi | Puchar ligi | Kontynentalne | Kontynentalne | Kontynentalne | Inne  | Inne | Inne   | Łącznie | Łącznie | Łącznie |
| Klub               | Sezon              | Mecze | Gole | Asysty | Mecze        | Gole         | Asysty       | Mecze       | Gole        | Asysty      | Mecze         | Gole          | Asysty        | Mecze | Gole | Asysty | Mecze   | Gole    | Asysty  |
| ------------------ | ------------------ | ----- | ---- | ------ | ------------ | ------------ | ------------ | ----------- | ----------- | ----------- | ------------- | ------------- | ------------- | ----- | ---- | ------ | ------- | ------- | ------- |
| Sporting B         | 2002/03            | 2     | 0    | 0      | –            | –            | –            | –           | –           | –           | –             | –             | –             | –     | –    | –      | 2       | 0       | 0       |
| Sporting           | 2002/03            | 25    | 3    | 5      | 3            | 2            | 0            | –           | –           | –           | 3             | 0             | 1             | –     | –    | –      | 31      | 5       | 6       |
| Sporting           | Łącznie            | 27    | 3    | 5      | 3            | 2            | 0            | –           | –           | –           | 3             | 0             | 1             | –     | –    | –      | 33      | 5       | 6       |
| Manchester United  | 2003/04            | 29    | 4    | 4      | 5            | 2            | 4            | 1           | 0           | 0           | 5             | 0             | 1             | –     | –    | –      | 40      | 6       | 9       |
| Manchester United  | 2004/05            | 33    | 5    | 4      | 7            | 4            | 3            | 2           | 0           | 0           | 8             | 0             | 2             | –     | –    | –      | 50      | 9       | 9       |
| Manchester United  | 2005/06            | 33    | 9    | 7      | 2            | 0            | 0            | 4           | 2           | 1           | 8             | 1             | 1             | –     | –    | –      | 47      | 12      | 9       |
| Manchester United  | 2006/07            | 34    | 17   | 16     | 7            | 3            | 1            | 1           | 0           | 0           | 11            | 3             | 5             | –     | –    | –      | 53      | 23      | 22      |
| Manchester United  | 2007/08            | 34    | 31   | 7      | 3            | 3            | 0            | 0           | 0           | 0           | 11            | 8             | 1             | 1     | 0    | 0      | 49      | 42      | 8       |
| Manchester United  | 2008/09            | 33    | 18   | 7      | 2            | 1            | 1            | 4           | 2           | 0           | 12            | 4             | 3             | 2     | 1    | 1      | 53      | 26      | 12      |
| Manchester United  | Łącznie            | 196   | 84   | 45     | 26           | 13           | 9            | 12          | 4           | 1           | 55            | 16            | 13            | 3     | 1    | 1      | 292     | 118     | 69      |
| Real Madryt        | 2009/10            | 29    | 26   | 10     | 0            | 0            | 0            | –           | –           | –           | 6             | 7             | 1             | –     | –    | –      | 35      | 33      | 11      |
| Real Madryt        | 2010/11            | 34    | 40   | 13     | 8            | 7            | 1            | –           | –           | –           | 12            | 6             | 4             | –     | –    | –      | 54      | 53      | 18      |
| Real Madryt        | 2011/12            | 38    | 46   | 12     | 5            | 3            | 0            | –           | –           | –           | 10            | 10            | 3             | 2     | 1    | 0      | 55      | 60      | 15      |
| Real Madryt        | 2012/13            | 34    | 34   | 11     | 7            | 7            | 1            | –           | –           | –           | 12            | 12            | 1             | 2     | 2    | 0      | 55      | 55      | 13      |
| Real Madryt        | 2013/14            | 30    | 31   | 11     | 6            | 3            | 1            | –           | –           | –           | 11            | 17            | 5             | –     | –    | –      | 47      | 51      | 17      |
| Real Madryt        | 2014/15            | 35    | 48   | 17     | 2            | 1            | 0            | –           | –           | –           | 12            | 10            | 4             | 5     | 2    | 2      | 54      | 61      | 23      |
| Real Madryt        | 2015/16            | 36    | 35   | 11     | 0            | 0            | 0            | –           | –           | –           | 12            | 16            | 4             | 0     | 0    | 0      | 48      | 51      | 15      |
| Real Madryt        | 2016/17            | 29    | 25   | 6      | 2            | 1            | 0            | –           | –           | –           | 13            | 12            | 6             | 2     | 4    | 0      | 46      | 42      | 12      |
| Real Madryt        | 2017/18            | 27    | 26   | 5      | 0            | 0            | 0            | –           | –           | –           | 13            | 15            | 3             | 4     | 3    | 0      | 44      | 44      | 8       |
| Real Madryt        | Łącznie            | 292   | 311  | 96     | 30           | 22           | 3            | –           | –           | –           | 101           | 105           | 31            | 15    | 12   | 2      | 438     | 450     | 132     |
| Juventus           | 2018/19            | 31    | 21   | 9      | 2            | 0            | 0            | –           | –           | –           | 9             | 6             | 2             | 1     | 1    | 0      | 43      | 28      | 11      |
| Juventus           | 2019/20            | 33    | 31   | 6      | 4            | 2            | 0            | –           | –           | –           | 8             | 4             | 1             | 1     | 0    | 0      | 46      | 37      | 7       |
| Juventus           | 2020/21            | 33    | 29   | 2      | 4            | 2            | 0            | –           | –           | –           | 6             | 4             | 2             | 1     | 1    | 0      | 44      | 36      | 4       |
| Juventus           | 2021/22            | 1     | 0    | 0      | 0            | 0            | 0            | –           | –           | –           | 0             | 0             | 0             | 0     | 0    | 0      | 1       | 0       | 0       |
| Juventus           | Łącznie            | 98    | 81   | 17     | 10           | 4            | 0            | –           | –           | –           | 23            | 14            | 5             | 3     | 2    | 0      | 134     | 101     | 22      |
| Manchester United  | 2021/22            | 30    | 18   | 3      | 1            | 0            | 0            | 0           | 0           | 0           | 7             | 6             | 0             | –     | –    | –      | 38      | 24      | 3       |
| Manchester United  | 2022/23            | 10    | 1    | 0      | 0            | 0            | 0            | 0           | 0           | 0           | 6             | 2             | 2             | –     | –    | –      | 16      | 3       | 2       |
| Manchester United  | Łącznie            | 236   | 103  | 48     | 27           | 13           | 9            | 12          | 4           | 1           | 68            | 24            | 15            | 3     | 1    | 1      | 346     | 145     | 74      |
| Al-Nassr           | 2022/23            | 16    | 14   | 2      | 2            | 0            | 0            | –           | –           | –           | –             | –             | –             | 1     | 0    | 0      | 19      | 14      | 2       |
| Al-Nassr           | 2023/24            | 31    | 35   | 10     | 4            | 3            | 0            | –           | –           | –           | 9             | 6             | 1             | 7     | 6    | 0      | 51      | 50      | 11      |
| Al-Nassr           | 2024/25            | 30    | 25   | 3      | 1            | 0            | 0            | –           | –           | –           | 8             | 8             | 0             | 2     | 2    | 1      | 41      | 35      | 4       |
| Al-Nassr           | Łącznie            | 77    | 74   | 15     | 7            | 3            | 0            | –           | –           | –           | 17            | 14            | 1             | 10    | 8    | 1      | 111     | 99      | 17      |
| Łącznie w karierze | Łącznie w karierze | 730   | 572  | 181    | 77           | 44           | 12           | 12          | 4           | 1           | 212           | 157           | 53            | 31    | 23   | 4      | 1062    | 800     | 251     |

## Sukcesy

### Sporting CP
- Superpuchar Portugalii: 2002

### Manchester United
- Mistrzostwo Anglii: 2006/07, 2007/08, 2008/09
- Puchar Anglii: 2003/2004
- Puchar Ligi Angielskiej: 2005/06, 2008/09
- Tarcza Wspólnoty: 2007
- Liga Mistrzów UEFA: 2007/08
- Klubowe mistrzostwo świata: 2008

### Real Madryt
- Mistrzostwo Hiszpanii: 2011/12, 2016/17
- Puchar Króla: 2010/11, 2013/14
- Superpuchar Hiszpanii: 2012, 2017
- Liga Mistrzów UEFA: 2013/14, 2015/16, 2016/17, 2017/18
- Superpuchar UEFA: 2014, 2017
- Klubowe mistrzostwo świata: 2014, 2016, 2017

### Juventus
- Mistrzostwo Włoch: 2018/19, 2019/20
- Puchar Włoch: 2020/21
- Superpuchar Włoch: 2018, 2020

### Al-Nassr
- Arabski Puchar Mistrzów Klubowych: 2023

### Reprezentacyjne
- Mistrzostwo Europy: 2016
- Wicemistrzostwo Europy: 2004
- 3. miejsce na mistrzostwach Europy: 2012
- 3. miejsce w Pucharze Konfederacji: 2017
- Liga Narodów UEFA: 2018/19, 2024/25

### Indywidualne
- Król strzelców Premier League: 2008
- Król strzelców Primera División: 2011, 2014, 2015
- Król strzelców Serie A: 2021
- Król strzelców Saudi Professional League: 2024, 2025
- Król strzelców Pucharu Hiszpanii: 2011
- Król strzelców Klubowych mistrzostw świata: 2016 (4 gole)
- Król strzelców Ligi Mistrzów UEFA: 2008, 2013, 2014, 2015, 2016, 2017, 2018
- Król strzelców Mistrzostw Europy: 2020 (5 goli)
- Najlepszy strzelec na świecie w rozgrywkach klubowych w jednym roku kalendarzowym: 2013 (59 goli), 2014 (56 goli), 2015 (54 gole)
- Król asyst Premier League: 2006/2007 (16 asyst)
- Król strzelców Arabskiego Pucharu Mistrzostw Klubowych: 2023 (6 goli)[141]

### Wyróżnienia
- Złota Piłka FIFA: 2008, 2013, 2014, 2016, 2017
- Europejski Złoty But: 2008, 2011, 2014, 2015
- Golden Foot: 2020
- Piłkarz Roku FIFA: 2008, 2013, 2014, 2016, 2017
- Bravo Award: 2004
- Jedenastka marzeń według UEFA podczas Mistrzostw Europy 2004 w Portugalii
- Drużyna Roku UEFA: 2004, 2007, 2008, 2009, 2010, 2011, 2012, 2013, 2014, 2015, 2016, 2017, 2018, 2019, 2020
- Nagroda im. sir Matta Busby’ego dla najlepszego piłkarza roku: 2004, 2007, 2008
- FIFPro dla najlepszego, młodego zawodnika roku według kibiców: 2005, 2006
- Jedenastka Roku Premier League: 2006, 2007, 2008, 2009, 2022
- FIFPro World XI: 2007, 2008, 2009, 2010, 2011, 2012, 2013, 2014, 2015, 2016, 2017, 2018, 2019, 2020, 2021
- Najlepszy młody zawodnik Premier League: 2007
- Najlepszy zawodnik Premier League według zawodników z całej ligi: 2007, 2008
- Piłkarz Roku w Portugalii: 2007, 2008, 2009, 2011, 2012, 2013, 2015, 2016, 2017, 2018, 2019
- Najlepszy zawodnik Premier League według kibiców: 2007, 2008
- Piłkarz Roku Premier League: 2007, 2008
- Zawodnik Roku według Barclays: 2007, 2008
- Jedenastka Roku według ESM: 2007, 2008, 2011, 2012, 2013, 2014, 2015, 2017
- Barclays Merit Award: 2008
- Najlepszy napastnik Ligi Mistrzów: 2008, 2014, 2016, 2017, 2018
- Najlepszy zawodnik Ligi Mistrzów: 2008, 2014, 2016, 2017
- Piłkarz Roku według Goal.com: 2008, 2012, 2014, 2016, 2017
- Piłkarz Roku według FourFourTwo: 2008, 2013, 2014, 2016
- FIFPro: 2008
- Piłkarz Roku według World Soccer: 2008, 2013, 2014, 2016, 2017
- FIFA Ferenc Puskás Award: 2009
- Najlepszy zawodnik Ligi Mistrzów według Internautów: 2009, 2010
- Piłkarz roku w plebiscycie Globe Soccer Awards: 2011, 2014, 2016, 2017, 2018, 2019[142]
- Najlepszy zawodnik XXI wieku według Globe Soccer Awards: 2001-2020[142]
- Trofeo Di Stéfano: 2012, 2013, 2014, 2016
- Drużyna marzeń według UEFA podczas Mistrzostw Europy 2012 w Polsce i Ukrainie
- MVP Primera División: 2013/2014
- Najlepszy strzelec rozgrywek ligowych według IFFHS: 2014, 2015, 2020
- Najlepszy strzelec rozgrywek międzynarodowych według IFFHS: 2013, 2014, 2016, 2017, 2019
- Piłkarz Roku według UEFA: 2014, 2016, 2017
- Najlepszy Sportowiec Roku według ESPY: 2014
- Drużyna Roku w Lidze Mistrzów: 2014, 2015, 2016, 2017, 2018, 2019
- Najlepszy napastnik Primera División: 2014
- Najładniejszy Gol Sezonu Primera División: 2014
- Najlepszy piłkarz Klubowych mistrzostw świata (Złota Piłka): 2016
- Ballon d’Or Dream Team: 2020
- Drużyna Roku na świecie według IFFHS: 2017, 2018, 2019, 2020, 2021[143][144]
- Drużyna Roku UEFA według IFFHS: 2021[145]
- Drużyna dekady na świecie według IFFHS: 2011–2020
- Drużyna dekady UEFA według IFFHS: 2011–2020
- Piłkarz dekady UEFA według IFFHS: 2011–2020
- Piłkarz dekady na świecie według IFFHS (2. miejsce): 2011–2020
- Najlepszy strzelec wszech czasów w plebiscycie Globe Soccer Awards: 2021[146]

### Rekordy
- Najskuteczniejszy zawodnik w historii reprezentacji Portugalii: 135 goli[147]
- Najskuteczniejszy zawodnik w historii reprezentacji narodowych: 135 goli[148][147]
- Najskuteczniejszy zawodnik w historii piłki nożnej: 916 goli[149]
- Najskuteczniejszy zawodnik w historii Realu Madryt: 450 goli
- Najskuteczniejszy zawodnik w historii Ligi Mistrzów UEFA: 140 goli[150]
- Najskuteczniejszy zawodnik w historii Ligi Mistrzów UEFA, wliczając kwalifikacje: 141 goli
- Najwięcej asyst w historii Ligi Mistrzów UEFA: 42 asysty[151]
- Najskuteczniejszy zawodnik w historii Ligi Mistrzów UEFA w jednym sezonie: 17 goli (2013/2014)[152]
- Najskuteczniejszy zawodnik w historii mistrzostw Europy: 14 goli[153]
- Najskuteczniejszy zawodnik w historii mistrzostw Europy, wliczając eliminacje: 45 goli[154]
- Najskuteczniejszy zawodnik w historii Klubowych Mistrzostw Świata: 7 goli[155]
- Najskuteczniejszy portugalski zawodnik w historii Primera División: 311 goli
- Najskuteczniejszy portugalski zawodnik w historii występów klubowych i reprezentacyjnych w jednym roku kalendarzowym: 69 goli (rok 2013, Real Madryt (59), reprezentacja Portugalii (10))
- Najwięcej występów w historii reprezentacji Portugalii: 201 meczów
- Najwięcej występów w historii reprezentacji narodowych: 201 meczów[156]
- Najwięcej występów w historii reprezentacji europejskich: 201 meczów[c]
- Najwięcej występów w historii Ligi Mistrzów UEFA: 182 mecze[157]
- Najwięcej występów w historii Ligi Mistrzów UEFA, wliczając kwalifikacje: 186 meczów
- Najwięcej występów w finałach mistrzostw Europy: 22 mecze[158]
- Najwięcej występów na Mistrzostwach Europy, wliczając kwalifikacje: 60 meczów[159]
- Najwięcej zdobytych hat tricków w seniorskiej karierze: 63 hat tricków[d][160]
- Najwięcej zdobytych hat tricków dla reprezentacji narodowych: 10 hat tricków[161].
- Najwięcej zdobytych hat tricków w historii Ligi Mistrzów UEFA: 8 hat tricków[e]
- Najwięcej zdobytych hat tricków w jednym sezonie Ligi Mistrzów UEFA: 3 (2015/2016)[150]
- Pierwszy piłkarz, który zdobył bramkę na pięciu edycjach Mistrzostw Świata (2006, 2010, 2014, 2018, 2022)[162]
- Pierwszy piłkarz, który zagrał na pięciu finałowych edycjach Mistrzostw Europy (2004, 2008, 2012, 2016, 2020)[159]
- Pierwszy piłkarz, który zdobył bramkę na pięciu finałowych edycjach Mistrzostw Europy (2004, 2008, 2012, 2016, 2020)[159]
- Pierwszy piłkarz, który zdobył pięć tytułów Lig Mistrzów[163]
- Najwięcej meczów bez porażki w historii piłki nożnej: 1001[164]

## Odznaczenia
- Wielki Oficer Orderu Infanta Henryka – 2014[165][166][167]
- Oficer Orderu Infanta Henryka – 2004[167]
- Komandor Orderu Zasługi – 2016[167]
- Medal Zasługi Orderu Niepokalanej Matki Boskiej z Vila Viçosa (order domowy dynastii Bragança) – 2006[168]

## Życie prywatne
W trakcie swojej kariery spotykał się m.in. z angielskimi modelkami Alice Goodwin i Gemmą Atkinson. W 2010 zaczął spotykać się z rosyjską modelką Iriną Shayk, z którą pojawił się na okładce majowego numeru hiszpańskiego wydania magazynu „Vogue” w 2014, ale już w styczniu 2015 się z nią rozstał. Następnie związał się z hiszpańską modelką Georginą Rodriguez, której oświadczył się w sierpniu 2025. Ma z nią córkę, Alanę Martinę (ur. 12 listopada 2017), a 18 kwietnia 2022 urodziły się im bliźnięta: córka Bella Esmeralda i syn Angelo, który zmarł krótko po porodzie. Ma także troje dzieci: syna Cristiano Ronaldo jr (ur. 17 czerwca 2010) oraz bliźniaki – Mateo i Evę Marię (ur. 8 czerwca 2017), jednak tożsamość ich matki nie jest powszechnie znana.

### Majątek
Za grę w Sportingu początkowo pobierał 200 euro miesięcznie, po podpisaniu zawodowego kontraktu z klubem latem 2001 pensja wzrosła do 2 tys. euro miesięcznie, a w 2003 wynosiła już 15 tys. euro. Po przejściu do Manchesteru United zarabiał 150 tys. euro miesięcznie.